# Nieulle-sur-Seudre
Nieulle-sur-Seudre – miejscowość i gmina we Francji, w regionie Nowa Akwitania, w departamencie Charente-Maritime.
Według danych na rok 1990 gminę zamieszkiwało 506 osób, a gęstość zaludnienia wynosiła 24 osób/km² (wśród 1467 gmin regionu Poitou-Charentes Nieulle-sur-Seudre plasuje się na 550. miejscu pod względem liczby ludności, natomiast pod względem powierzchni na miejscu 367.).